# Halloy (Pas-de-Calais)
Halloy é uma comuna francesa na região administrativa de Altos da França, no departamento de Pas-de-Calais. Estende-se por uma área de 3,4 km². Em 2010 a comuna tinha 212 habitantes (densidade: 62,4 hab./km²).